# Niphopyralis nivalis
Niphopyralis nivalis là một loài bướm đêm trong họ Crambidae.